# П'єрлуїджі Марцораті
П'єрлуїджі Марцораті (італ. Pierluigi Marzorati, 12 вересня 1952) — італійський баскетболіст.
Срібний призер Олімпійських Ігор 1980 року, учасник 1972, 1976, 1984 років.
Чемпіон Європи 1983 року, бронзовий призер 1971, 1975, 1985 років.
Бронзовий призер Юнацького чемпіонату Європи (U-18) 1970 року.